# Paroisse de Saint Mark (Grenade)
Pour les articles homonymes, voir Mark.
Saint Mark est l'une des six paroisses de l'État de Grenade.
Son chef-lieu est Victoria.